# Ночь искусств
Ночь искусств — ежегодная культурно-образовательная акция, которая является продолжением таких акций, как «Ночь в музее», «Ночь в театре», «Библионочь», «Ночь музыки». «Ночь искусств» завершает годовую серию «культурных ночей» и проводится ближе к концу года — в ноябре. Основная цель акции — предоставить гражданам возможность бесплатно побывать в музеях, театрах, библиотеках и познакомиться с культурным пространством РФ.

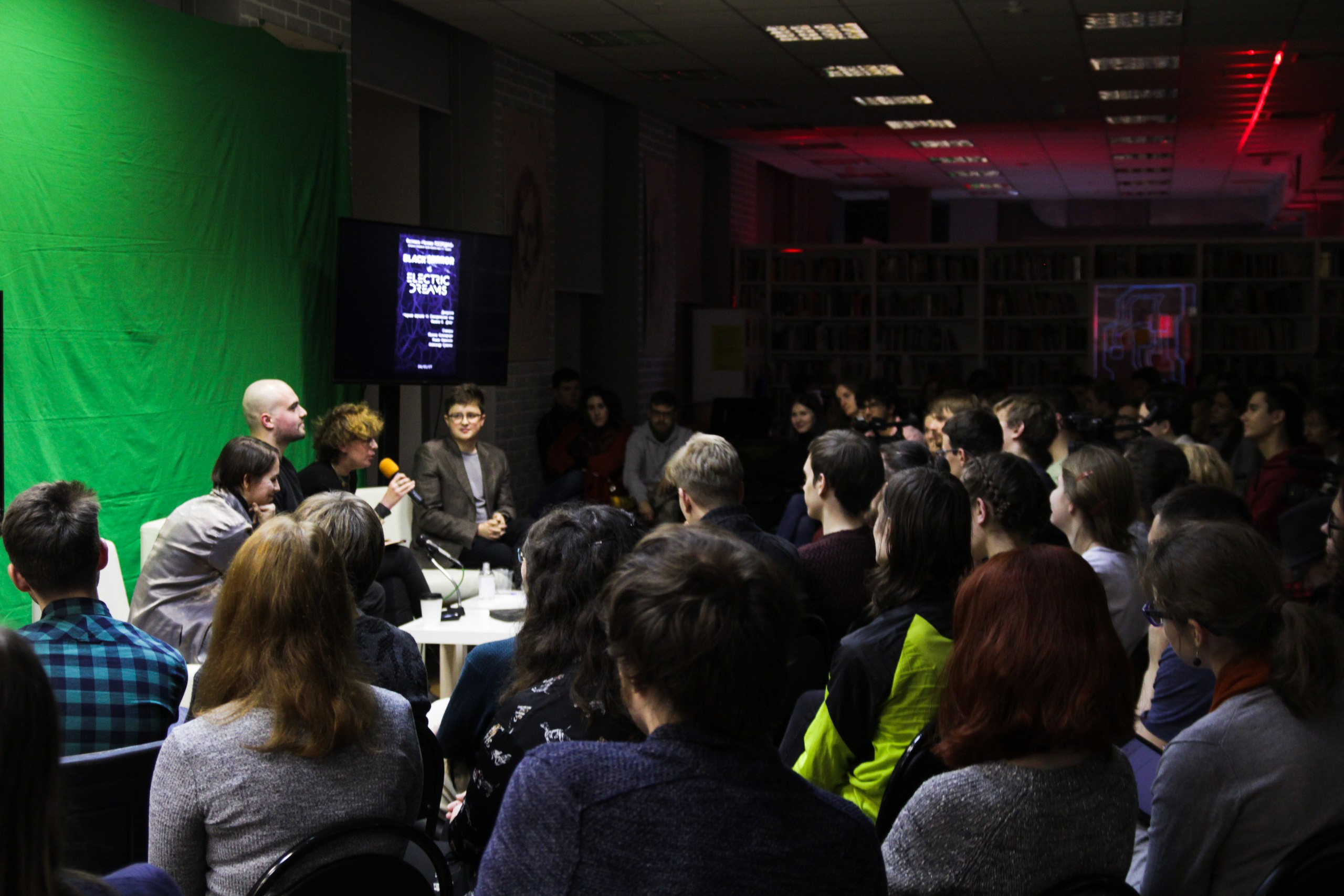
Акция «Ночь искусств» 2017 в Центральной библиотеке им. Н. А. Некрасова (Москва)

Впервые «Ночь искусств» была проведена в Москве в 2013 году.

## Хронология
- В 2013 году по инициативе Министерства культуры РФ прошла первая акция «Ночь искусств»: Звук объединяет Архивная копия от 29 октября 2016 на Wayback Machine. Темой акции стал звук — музыка, пение, шум города и живой природы.
- В 2014 году прошла вторая акция с девизом «Участвуй и меняйся! Архивная копия от 1 декабря 2017 на Wayback Machine». Впервые были задействованы столичные вузы — для абитуриентов, учащихся и недавних выпускников в рамках акции прошло мероприятие «Ночь студенческого искусства».

Сергей Капков, руководитель Департамента культуры Москвы в 2014 году:

Мы хотим добиться того, чтобы каждый москвич не менее чем два раза в год посещал музеи и театры, заглядывал в дома культуры и концертные залы, которые есть почти в каждом районе города — не только как зритель или наблюдатель, а как соучастник и, более того, сотворец культурных процессов.
— Источник Официальный сайт Департамента культуры Москвы
- В 2015 году основным направлением акции стала «мультижанровость», а девизом — «Искусство объединяет!» Архивная копия от 14 ноября 2016 на Wayback Machine.
- В 2016 году акция открылась под девизом «Время создавать» Архивная копия от 24 октября 2017 на Wayback Machine, а мероприятия акции были приурочены к Году российского кино и ко Дню народного единства.
- В 2017 году акция имела название «Искусство объединяет» Архивная копия от 23 ноября 2017 на Wayback Machine[1]

В Москве прошло 634 мероприятия, которые посетили свыше 440 547 человек. в 2017 «ночь искусств» проходила не только в учреждениях культуры, но и на вокзалах, пешеходных мостах и других местах.
Официальное открытие акции прошло в Третьяковской галерее при участии Министра культуры РФ Владимира Мединского, руководителя Департамента культуры города Москвы Александра Кибовского, генерального директора Третьяковской галереи Зельфиры Трегуловой, председателя Комиссии по культуре и массовым коммуникациям, народного артиста РФ Евгения Герасимова. В рамках церемонии открытия Третьяковская галерея получила в дар 35 работ художника Гелия Коржева — одного из лидеров шестидесятников. Произведения передал коллекционер Владимир Некрасов.
В течение всей «Ночи искусств» посредством портала «Культура. РФ» в прямой эфир выходили крупнейшие площадки Москвы. Государственный исторический музей транслировал премьеру спектакля «Энергия мечты. Мистерия» с актерами Центра имени Мейерхольда, Архивная копия от 21 ноября 2017 на Wayback Machine Музей Москвы транслировал постановки мастерской Виктора Рыжакова «#ЧЁСТИХИ», Пермский государственный институт культуры показал онлайн-концерт «Мастера сцены», белгородский проект «Культурный регион» провел в Филармонии интерактивный квест «Искусство объединяет» и показал короткометражный документальный фильм «Чтобы увидеть настоящее», рассказывающий про культурные и туристические особенности Белгородской области, в Музее русского импрессионизма состоялась онлайн-трансляция встречи с актером Гошей Куценко и режиссёром Алексеем Учителем. Центральная универсальная научная библиотека им. Н. А. Некрасова (Москва) провела фестиваль «Человек посередине», рассказывающий об искусстве в эпоху размывания границ между «человеческим» и «нечеловеческим» (органическим миром и технологиями) совместно с телеканалом Наука.
Прямые эфиры были доступны любым желающим. Более 2,5 миллионов человек посмотрели онлайн трансляции. Всего по всей стране в прямой эфир вышло свыше 20 культурных учреждений.

## «Ночь искусств» в России
В 2017 году акция прошла во всех регионах страны. В юбилейной акции приняли участие две тысячи учреждений по всей стране, они провели более 2,5 тысячи мероприятий. Число участников «Ночи искусств» по сравнению с первой акцией выросло более чем в 10 раз.
В 2017 году к «Ночи искусств» в Свердловской области удалось привлечь 202 площадки, в прошлом году было 107.